# Бламон (Мёрт и Мозель)
Бламон (фр. Blâmont) — коммуна во французском департаменте Мёрт и Мозель региона Лотарингия. Является центром и самым крупным населённым пунктом одноимённого кантона.	

## География
Бламон	расположен в 50 км к востоку от Нанси. Стоит на реке Везуза. Город пересекала национальная автодорога № 4, которая проходила непосредственно через старинные улицы города, в 2006 году была проведена объездная дорога. Соседние коммуны: Репе и Гонье на севере, Фремонвиль на востоке, Арбуе на юго-востоке, Барба на юге, Домевр-сюр-Везуз на юго-западе, Верденаль и Шазель-сюр-Альб на западе.

## Демография
Население коммуны на 2010 год составляло 1143 человека.
| 1962 | 1968 | 1975 | 1982 | 1990 | 1999 | 2010 |
| ---- | ---- | ---- | ---- | ---- | ---- | ---- |
| 1409 | 1400 | 1257 | 1399 | 1318 | 1261 | 1143 |

## История
В Бламоне находился замок XI века, руины которого остались до сих пор.

## Достопримечательности
- Церковь Сен-Морис, построена в 1852 году в неоготическом стиле. Орган XVIII века, переделан в XIX веке.

## Уроженцы
- Флоран Шмитт (1870—1958) — французский композитор